# Maratona do Porto
Maratona do Porto é uma Maratona que se realiza todos os anos, desde 2004, no mês de Outubro ou Novembro na cidade do Porto.
Paralelamente à maratona organizam-se outras provas menos exigentes fisicamente como pequenas corridas e caminhadas sem fins competitivos.
A EDP Maratona do Porto consagra em si mesma três das maiores distinções do mundo na modalidade: a Bronze Label Road Race pela International Association of Athletics Federations (IAAF), as 5 estrelas pela Associação Europeia de Atletismo e o enquadramento das Wanda Age Group World Major Marathons. Estas distinções colocam-na na elite das maratonas.

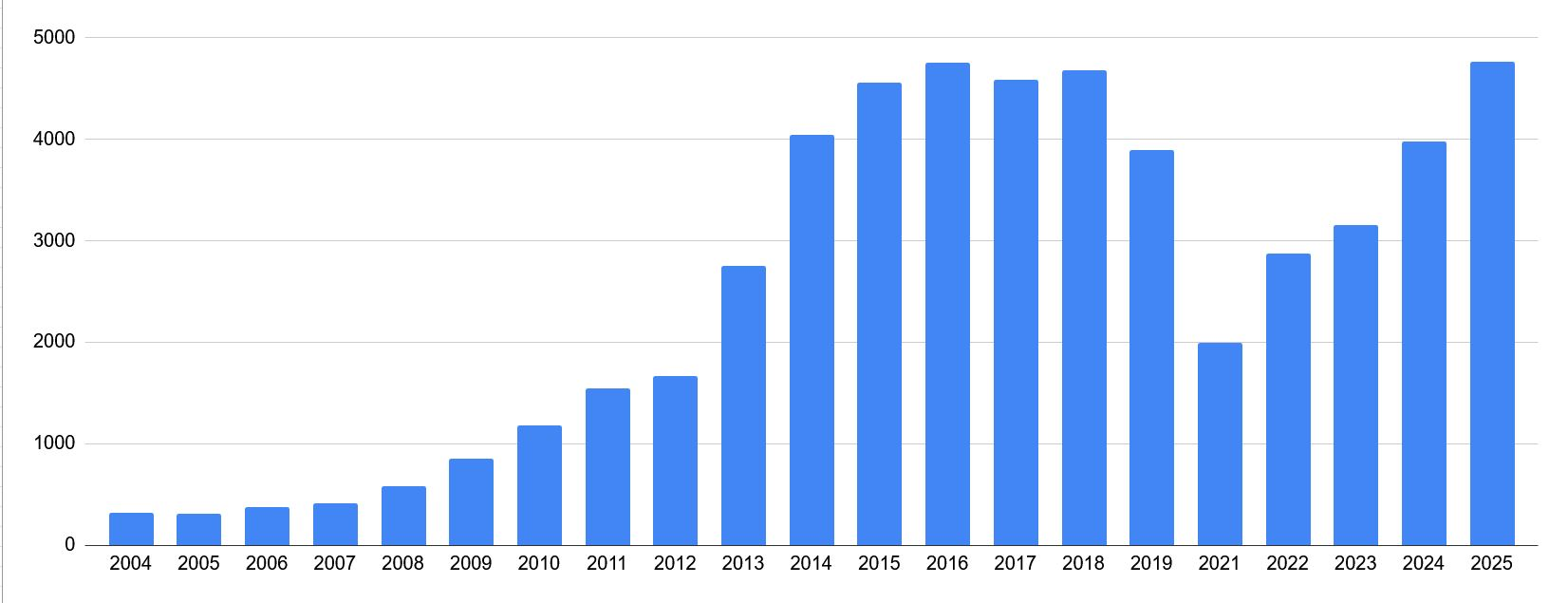
Gráfico com o número de atletas que completaram a prova entre 2004 e 2024.

Em 2016, a prova foi distinguida com cinco estrelas pela Associação Europeia de Atletismo, pois está organizada de acordo com as melhores práticas segundo um conjunto de padrões de segurança e qualidade para provas de estrada em vias públicas.
Em 2018, o grau Bronze Label Road Race foi atribuído à EDP Maratona do Porto pela Associação Internacional de Federações de Atletismo. A EDP Maratona do Porto pertence ao calendário oficial da IAAF, uma distinção que a coloca como uma das melhores provas no circuito mundial das maratonas.
De um ponto de vista técnico, a EDP Maratona do Porto está em conformidade com elevados padrões de qualidade e está à altura das exigências da sua qualificação.
A EDP Maratona do Porto é também a única prova em Portugal, homologada para tempos de acesso a campeonatos europeus, do mundo e jogos olímpicos.

## Percurso
O percurso da maratona tem sido o seguinte:
- Queimódromo do Parque da Cidade do Porto - Partida
- Praça da Cidade de Salvador
- Castelo do Queijo
- Avenida da Boavista
- Avenida do Parque
- Estrada da Circunvalação do Porto
- Avenida D. Afonso Henriques até à rotundo e voltar
- Estrada da Circunvalação do Porto
- Praça da Cidade de Salvador
- Marginal de Matosinhos ida e volta até Porto de Leixões
- Praça da Cidade de Salvador
- Praça de Gonçalves Zarco
- Forte de São João Baptista da Foz
- Subida da marginal do Rio Douro, passando sob a Ponte da Arrábida.
- Travessia para Gaia pela Ponte Dom Luís I
- Marginal do Rio Douro até Afurada.
- Regresso pela marginal do Douro atravessando novamente a Ponte Dom Luís
- Marginal do Rio Douro até à ponte do Infante.
- Retorno pela marginal do Douro até ao Castelo do Queijo e Praça da Cidade de Salvador
- Estrada da Circunvalação do Porto até ao Queimódromo no Parque da Cidade - Meta

## Participantes, vencedores e seus tempos
Chave:
      Recorde da prova
| Ano  | Data          | Atletas        | Atletas  | Vencedores           | Vencedores     | Vencedores     | Vencedores                | Vencedores    | Vencedores    |
| Ano  | Data          | Inscritos      | Chegaram | Sexo masculino       | Sexo masculino | Sexo masculino | Sexo feminino             | Sexo feminino | Sexo feminino |
| Ano  | Data          | Inscritos      | Chegaram | Nome                 | Nacionalidade  | Tempo          | Nome                      | Nacionalidade | Tempo         |
| 2024 | 3 de Novembro | inscritos      | 3981     | Abel Chelangat       | Uganda         | 2:10.01        | Naom Jebet                | Quênia        | 2:30.00       |
| ---- | ------------- | -------------- | -------- | -------------------- | -------------- | -------------- | ------------------------- | ------------- | ------------- |
| 2023 | 5 de novembro | inscritos      | 3 159    | Emmanuel Kemboi      | Quênia         | 02:14:13       | Tejitu Siyum Alemayehu    | Etiópia       | 02:32:06      |
| 2022 | 6 de Novembro | 4 500          | 2874     | James Mwangui        | Quênia         | 2:08.47        | Alice Jepkemboi Kimutai   | Quênia        | 2:29.58       |
| 2021 | 7 de novembro | inscritos      | 1995     | Zablon Chumba        | Quênia         | 2:08.58        | Kidsan Alema              | Etiópia       | 2:28.01       |
| 2019 | 3 de Novembro | 6000           | 3895     | Deso Gelmisa         | Quênia         | 2:09.08        | Bontu Bekele Gada         | Quênia        | 2:33.38       |
| 2018 | 4 de novembro | 7000           | 4678     | Robert Chemonges     | Uganda         | 2:09.05        | Abeba-Tekulu Gebremeske   | Etiópia       | 2:30.13       |
| 2017 | 5 de Novembro |                | 4584     | Jackson Limo         | Quênia         | 2:11.34        | Monica Jepkoech           | Quênia        | 2:26.58       |
| 2016 | 6 de novembro | Inscritos      | 4752     | Samuel Mwaniki       | Quênia         | 2:11.48        | Loice Kiptoo              | Quênia        | 2:29.13       |
| 2015 | 8 de Novembro | 6000           | 4.558    | Gilbert Yegon Koech  | Quênia         | 2:14.04        | Brigid Jepcheschir Kosgei | Etiópia       | 2:47.59       |
| 2014 | 2 de novembro | 5000           | 4042     | Workneh Serbessa     | Etiópia        | 2:13.10        | Marta Mekonen             | Etiópia       | 2:31.54       |
| 2013 | 3 de Novembro | 3200           | 2755     | Joash Mutai          | Quênia         | 2:13.04        | Chaltu Waka               | Quênia        | 2:37.47       |
| 2012 | 28 de Outubro | 2 100          | 1 668    | Anthony Wairuri      | Quênia         | 2:12.14        | Abeba Gebremeskele        | Etiópia       | 2:39.51       |
| 2011 | 6 de Novembro | 1 973          | 1 545    | Philemno Baaru       | Quênia         | 2:09:51        | Pauline Chepchumba        | Quênia        | 2:41.24       |
| 2010 | 7 de Novembro | 1 510          | 1 180    | Alex Kirui           | Quênia         | 2:14:25        | Beatrice Toroitich        | Quênia        | 2:37.49       |
| 2009 | 8 de Novembro | Não disponível | 857      | Johnsthone Changwony | Quênia         | 2:13:12        | Priscah Jeptoo            | Quênia        | 2:30:40       |
| 2008 | 26 de Outubro | Não disponível | 583      | Samuel Muti          | Quênia         | 2:11:08        | Tirfe Beyene              | Quênia        | 2:35:31       |
| 2007 | 21 de Outubro | Não disponível | 412      | Edwin Kimutai        | Quênia         | 2:15:12        | Marisa Barros             | Portugal      | 2:31:31       |
| 2006 | 15 de Outubro | Não disponível | 373      | Lawrence Saina       | Quênia         | 2:09:52        | Aureliana Edmundo         | Portugal      | 2:57:35       |
| 2005 | 2 de Outubro  | Não disponível | 310      | Ruben Chepkik        | Quênia         | 2:22:27        | Fátima Silva              | Portugal      | 2:45:09       |
| 2004 | 17 de Outubro | Não disponível | 317      | Steven Kiprotich     | Quênia         | 2:13:57        | Natalia Pinho             | Portugal      | 2:58:09       |

## Vencedores por País
| País     | Masculinos | Femininos | Total |
| -------- | ---------- | --------- | ----- |
| Quênia   | 17         | 10        | 27    |
| Etiópia  | 1          | 6         | 7     |
| Portugal | 0          | 4         | 4     |
| Uganda   | 2          | 0         | 2     |

Atualizado em 2 de novembro de 2024

## Galeria

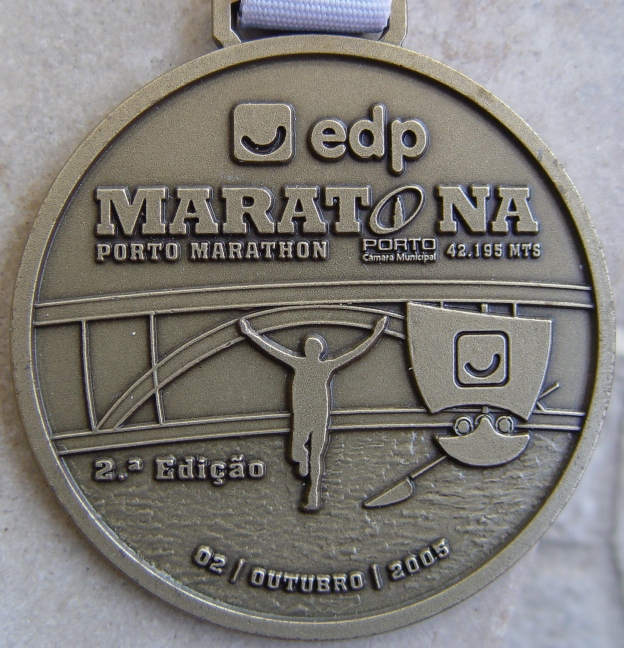
Medalha da Maratona 2005
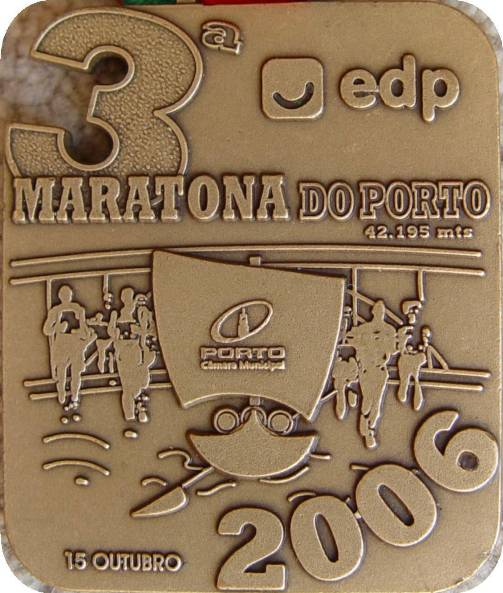
Medalha da Maratona 2006
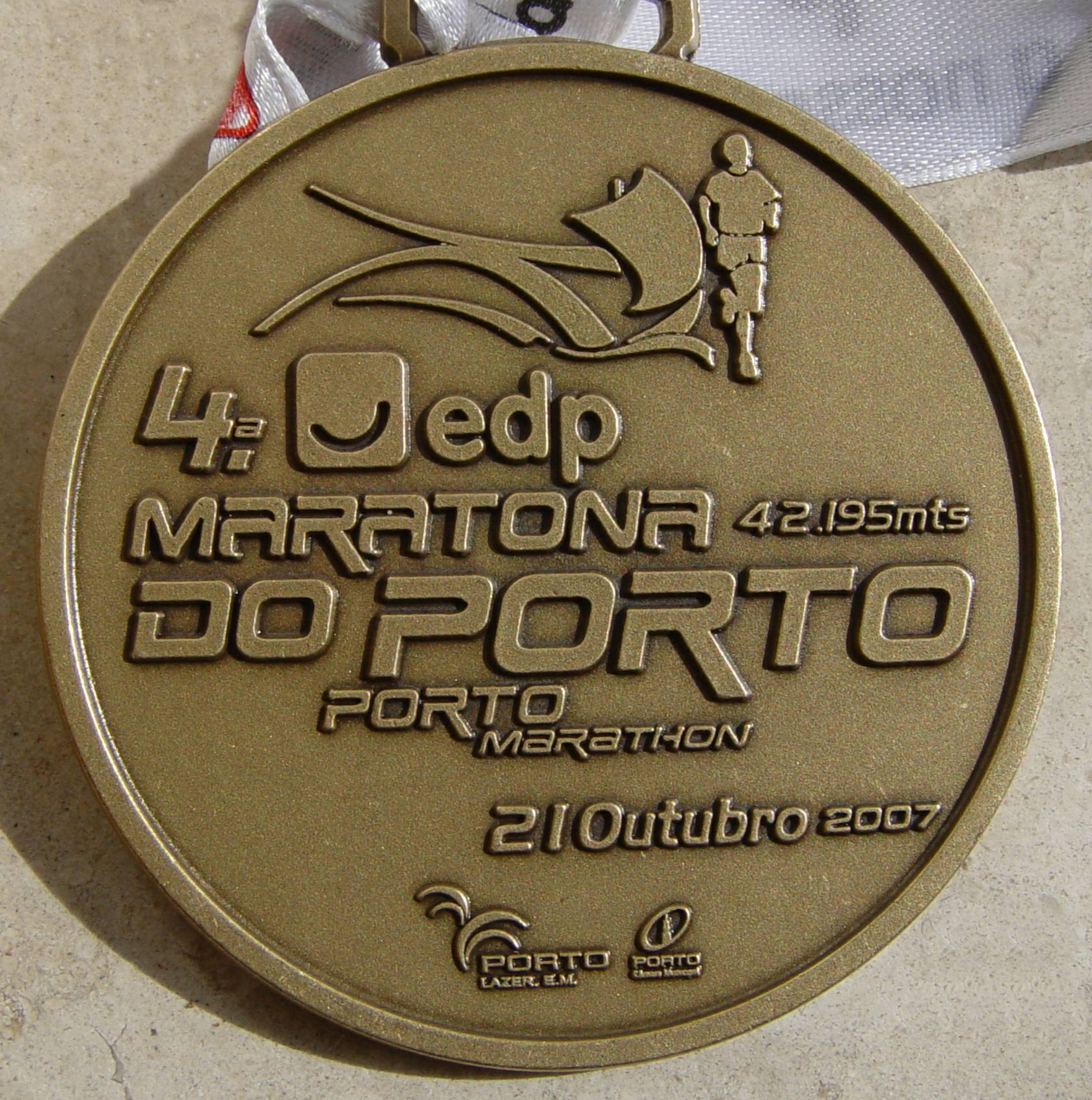
Medalha da Maratona 2007
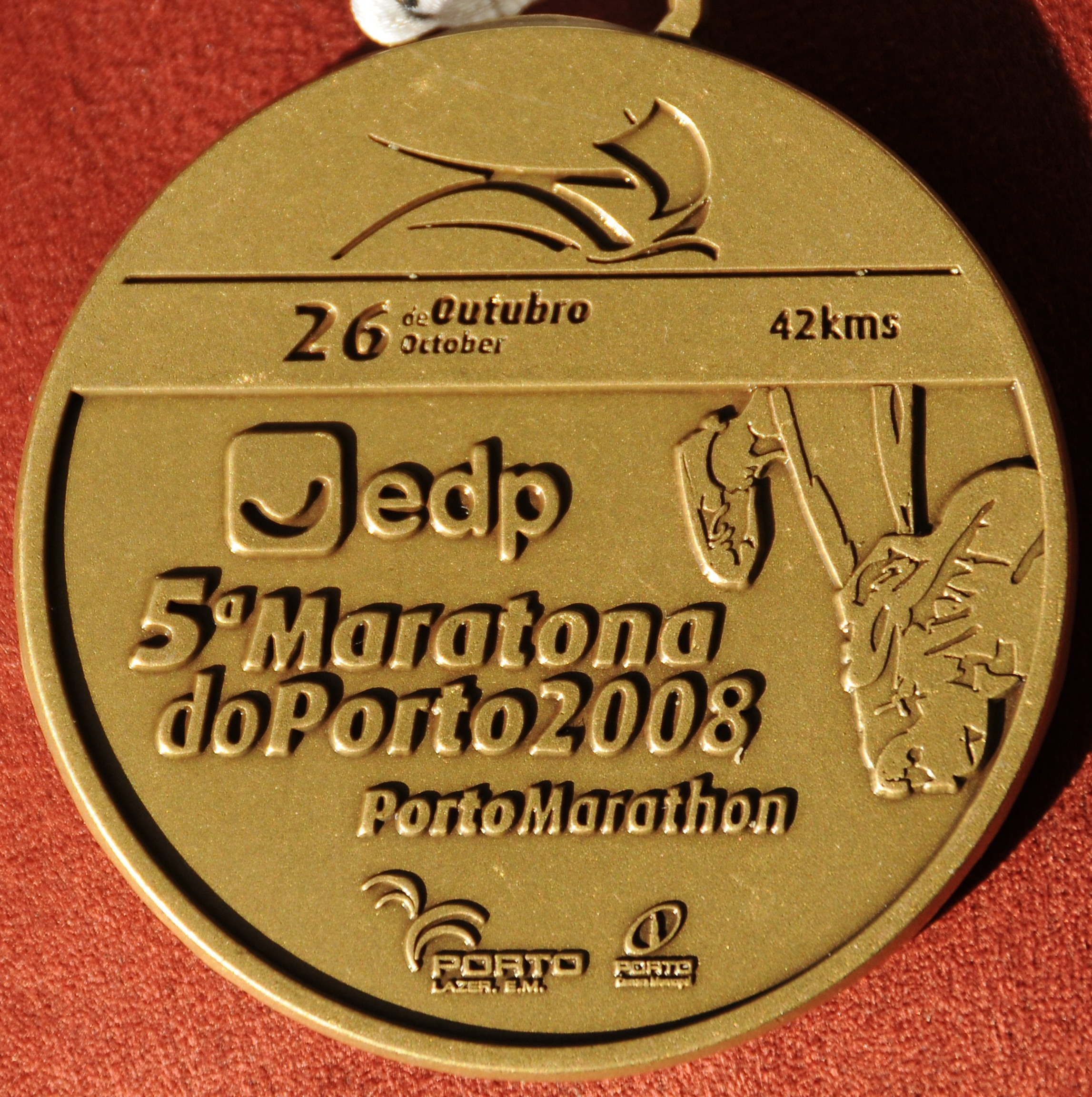
Medalha da Maratona 2008
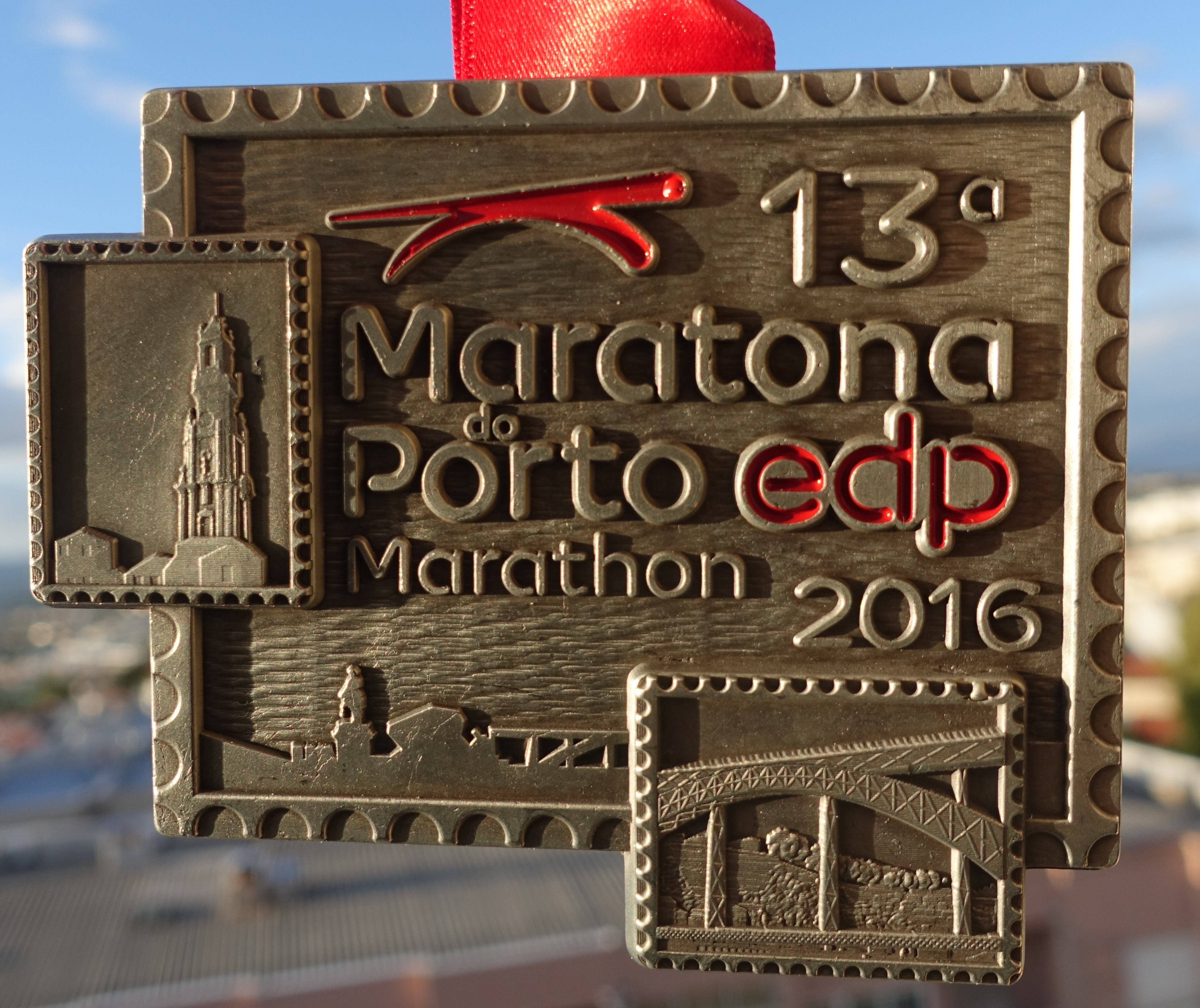
Medalha da Maratona 2016